# Love 'Em and Leave 'Em (film 1926)
Love 'Em and Leave 'Em è un film muto del 1926 diretto da Frank Tuttle.
Il soggetto è tratto dal lavoro teatrale di George Abbott e John V.A. Weaver che venne ripreso nel 1929 nel film Lui, lei, l'altra (The Saturday Night Kid) con Clara Bow nel ruolo che qui è di Louise Brooks.
Fu il primo film di Evelyn Brent per la Paramount.

## Trama
Trama su 
AFI e 
Silent Era

## Produzione
Il film fu prodotto dalla Famous Players-Lasky Corporation, girato dal 3 al 29 gennaio 1926 a New York, negli studi Astoria della Paramount nel Queens.

## Distribuzione
Distribuito dalla Paramount, il film uscì nelle sale il 19 marzo 1926. 

### Date di uscita
IMDb e Silent Era DVD
- USA	19 marzo 1926
- UK	5 settembre 1927
- Portogallo	6 febbraio 1928
- Finlandia	6 agosto 1928
- USA  luglio 2004   DVD
- Germania	9 febbraio 2007	 (Berlin International Film Festival)
- USA  novembre 2007   DVD

Alias
- Le Galant étalagiste       Francia
- Amá-las... e Deixá-las  	Portogallo